# مقاطعة كيواوني (ويسكونسن)
مقاطعة كيواوني (بالإنجليزية: Kewaunee County, Wisconsin)‏ هي إحدى مقاطعات ولاية ويسكونسن في الولايات المتحدة. تأسست سنة 1852، وتبلغ مساحتها 1,084 ميل مربع (2,810 كـم2)، بلغ عدد سكانها 20574 نسمة في عام 2010 حسب إحصاء مكتب تعداد الولايات المتحدة .

## وصلات خارجية
- الموقع الرسمي
- United States Counties